# Чупино (Вологодская область)
Чупино — деревня в Бабушкинском районе Вологодской области.
Входит в состав Тимановского сельского поселения, с точки зрения административно-территориального деления — в Тимановский сельсовет.
Расстояние по автодороге до районного центра села имени Бабушкина составляет 49 км, до центра муниципального образования Тимановой Горы — 6 км. Ближайшие населённые пункты — Харино, Варнавино, Подгорная.
В 1906 г, согласно «Списку лиц ... , имеющих право участвовать в Предварительном Съезде по выборам в Государственную Думу по Тотемскому уезду», в деревне Чупино были:
- Казённая лавка (владелец помещения — Василий Аксенович Костарев)[3]:16
- Частная лавка (владелец — Михаил Николаевич Костарев)[3]:16
- Мельница (владелец — Ассигрит Фёдорович Поповский)[3]:16
- Мельница (владелец — Фёдор Ассигритович Поповский)[3]:16
- Лавка (владелец — Иван Ананьевич Поповский)[3]:16

Население по данным переписи 2002 года — 40 человек (18 мужчин, 22 женщины). Всё население — русские.